# Energía solar en China
La energía solar en China es una industria en rápido crecimiento. El país asiático cuenta con más 400 empresas solares, entre las que destacan Trina Solar y Yingli. Desde 2013, la República Popular de China se ha convertido en el país con mayor capacidad de energía solar fotovoltaica instalada, alcanzando una potencia total de casi 80 GW a finales de 2016. La calefacción basada en energía solar térmica también está extensamente implementada en el país.

## Desarrollo de la energía solar fotovoltaica

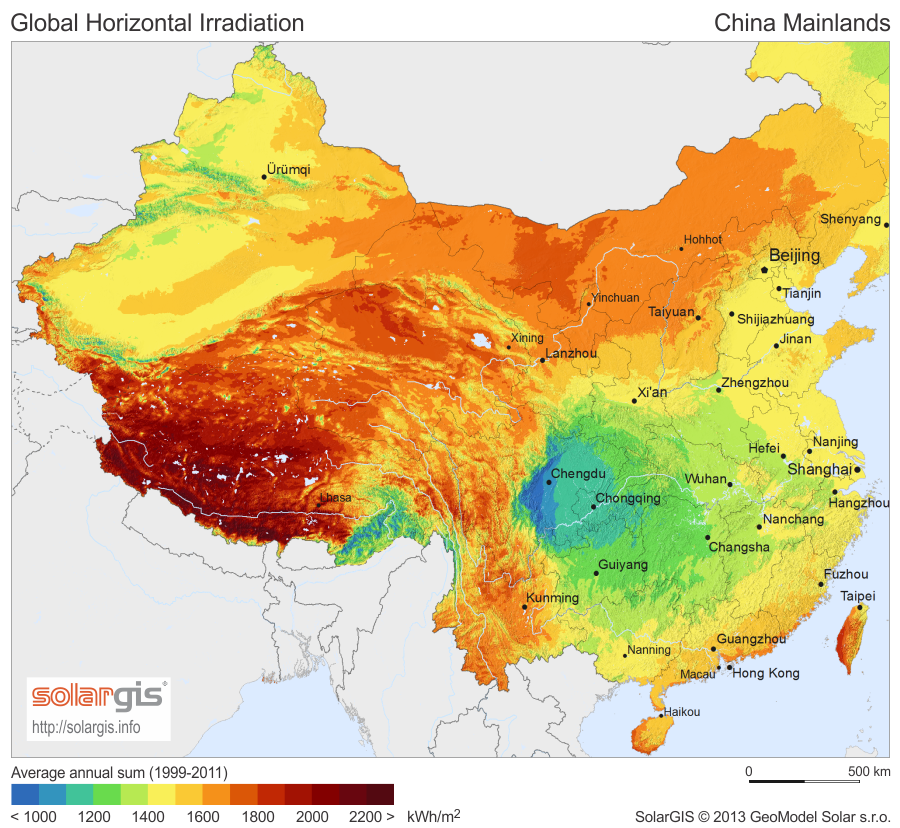
Mapa de la radiación solar en China (SolarGIS).

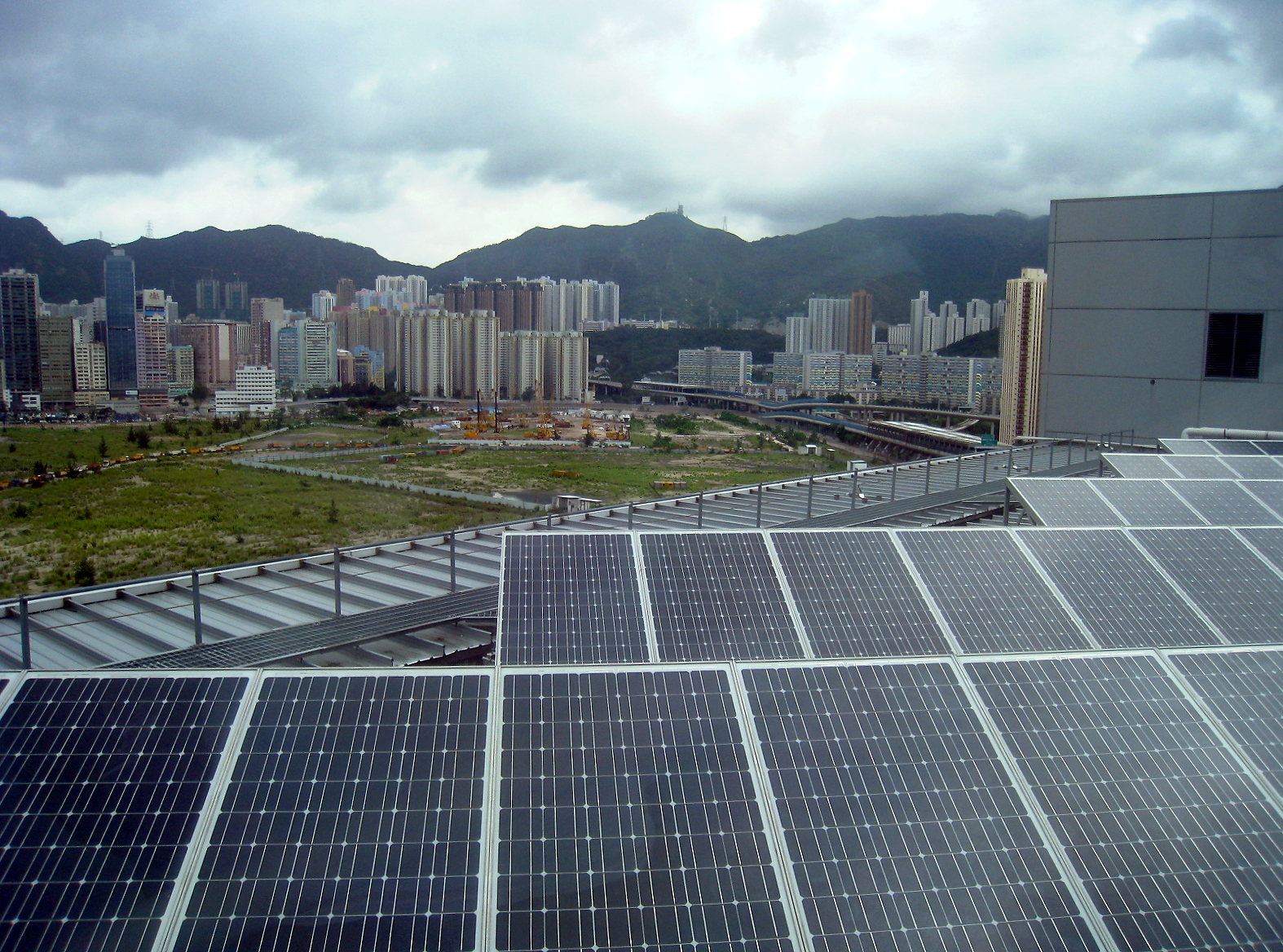
Instalación fotovoltaica en la azotea de un edificio en Hong Kong.

En 2014 producía apoximadamente la mitad de los productos fotovoltaicos que se fabrican en el mundo (China y Taiwán juntos suman más del 60% de cuota). La producción de paneles y células fotovoltaicas en China se ha incrementado notablemente durante la última década: en 2001 mantenía una cuota inferior al 1% del mercado mundial, mientras que por las mismas fechas, Japón y Estados Unidos sumaban más del 70% de la producción mundial. Sin embargo, la tendencia se ha invertido y en la actualidad China supera ampliamente al resto de productores.
La capacidad de producción de paneles solares chinos prácticamente se cuadruplicó entre los años 2009 y 2011, superando incluso la demanda mundial. Como resultado, la Unión Europea acusó a la industria china de estar realizando dumping, es decir vendiendo sus paneles a precios por debajo de coste, imponiendo aranceles a la importación de este material.
También la instalación de energía fotovoltaica se ha desarrollado espectacularmente en el país asiático en años recientes, superando incluso las previsiones iniciales. En 2011, la Asamblea Popular Nacional de China estableció en 5 GW el objetivo mínimo oficial para 2015, fijando el objetivo a largo plazo en 20–30 GW para 2020. A finales de 2011 China dobló su potencia fotovoltaica instalada respecto al año anterior, hasta alcanzar los 3 GW. Asimismo, la tarifa de inyección bajó hasta 0,80 yuanes por kWh, lo que significó llegar al mismo nivel de las tarifas aplicables a las plantas de carbón.
Batiendo todas las previsiones, China añadió 5 GW de energía fotovoltaica en 2012, llevando la potencia total instalada en el país por encima de los 8 GW, teniendo previsto superar la barrera de los 10 GW en 2013. Pulverizando de nuevo todas las estimaciones, a finales de 2014 se hizo público que China contaba ya con cerca de 28 GW de potencia fotovoltaica, tras instalar 20 GW a lo largo de 2013 y 2014 En el primer trimestre de 2015, China instaló 5 GW fotovoltaicos, acumulando en sólo 3 meses la misma potencia fotovoltaica instalada por países como Francia o España en toda su historia. La potencia total instalada en China creció hasta los 77 GW a finales de 2016, tras conectar 36 GW en el último año, de acuerdo a las estadísticas oficiales del país.
Debido a tan rápido crecimiento, las autoridades chinas se han visto obligadas a revaluar en varias ocasiones su objetivo de potencia fotovoltaica. En 2017, China había superado el objetivo marcado por el gobierno para 2020, una potencia fotovoltaica de 100 GW. Por ello a finales de 2018 se anunció que China podría elevar su objetivo solar para 2020 a más de 200 GW.
Este crecimiento refleja el abrupto descenso de costes de la energía fotovoltaica, que actualmente comienza a ser una opción más barata que otras fuentes de energía, tanto a precios minoristas como comerciales. Fuentes del gobierno chino han afirmado que la fotovoltaica presentará precios más competitivos que el carbón y el gas (aportando además una mayor independencia energética) a finales de esta década.

## Empresas chinas de energía solar
- Trina Solar
- Jinko Solar
- JA Solar
- Yingli
- Suntech Power